# Wadotes carinidactylus
Espèce
Wadotes carinidactylus est une espèce d'araignées aranéomorphes de la famille des Agelenidae.

## Distribution
Cette espèce est endémique de Géorgie aux États-Unis,. Elle se rencontre dans les comtés de Chattooga et de Fulton.

## Description
Le mâle holotype mesure 4,1 mm.

## Publication originale
- Bennett, 1987 : Systematics and natural history of Wadotes (Araneae, Agelenidae). Journal of Arachnology, vol. 15, p. 91-128 (texte intégral).